# Kargowa (gmina)
Pour les articles homonymes, voir Kargowa.
La gmina de Kargowa est une gmina urbaine-rurale (gmina miejsko-wiejska) ou mixte de la powiat de Zielona Góra, dans la Voïvodie de Lubusz, dans l'ouest de la Pologne.
Son siège administratif (chef-lieu) est la ville de Kargowa qui se situe à environ 29 kilomètres au nord-est de Zielona Góra (siège de la diétine régionale).
La gmina couvre une superficie de 128,47 km2 pour une population de 5 752 habitants en 2006 avec une population pour la ville de Kargowa de 3 641 habitants et pour la partie rurale de 2 111 habitants.

## Histoire
De 1975 à 1998, la gmina est attachée administrativement à la voïvodie de Zielona Góra.

Depuis 1999, elle fait partie de la voïvodie de Lubusz.

## Géographie
Outre la ville de Kargowa, la gmina inclut les villages et localités de :

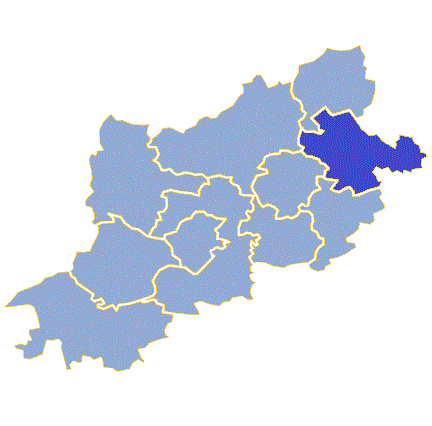
Plan de la gmina

- Chwalim
- Dąbrówka
- Kaliska
- Karszyn
- Nowy Jaromierz
- Obra Dolna
- Przeszkoda
- Smolno Małe
- Smolno Wielkie
- Stary Jaromierz
- Szarki
- Wojnowo

### Gminy voisines
La gmina de Kargowa est voisine des gminy suivantes :
- Babimost
- Bojadła
- Kolsko
- Siedlec
- Sulechów
- Trzebiechów
- Wolsztyn

## Structure du terrain
D'après les données de 2002, la superficie de la commune de Kargowa est de 128,47 kilomètres carrés, répartis comme telle :
- terres agricoles : 42%
- forêts : 49%

La commune représente 8,18% de la superficie du powiat.

## Démographie
Données du 31 décembre 2011:
| Description        | Total  | Total | Femmes | Femmes | Hommes | Hommes |
| ------------------ | ------ | ----- | ------ | ------ | ------ | ------ |
| Unité              | Nombre | %     | Nombre | %      | Nombre | %      |
| Population         | 5 782  | 100   | 2 957  | 51,1   | 2 825  | 48,9   |
| Densité (hab./km²) | 45     | 45    | 23     | 23     | 22     | 22     |